# Гришкевич, Олег Петрович
Олег Петрович Гришкевич (род. 18 февраля 1940, Барабинск, Новосибирская область) — российский политический деятель, депутат Государственной думы второго созыва.

## Биография
Окончил историко-филологический факультет Томского государственного университета (1965).
В 1979—1995 гг. — директор средней школы № 23 в г. Ельце Липецкой области. Избирался депутатом Елецкого городского Совета[когда?].
В декабре 1995 г. был избран в Государственную Думу Федерального Собрания Российской Федерации второго созыва (1995—1999) по общефедеральному списку избирательного объединения «Коммунистическая партия Российской Федерации» от Чернозёмной региональной группы. Являлся членом Комитета Государственной Думы по образованию и науке.
Член Центральной контрольно-ревизионной комиссии КПРФ. Отличник народного просвещения РСФСР. Отличник народного просвещения СССР.